# Adalberto III de La Marche
Adalberto III de La Marche, Aldebert in francese (fl. XII secolo), fu Conte de La Marche, dal 1117 al 1145 circa.

## Origine
Adalberto era il figlio primogenito della Contessa de La Marche, Almodis I, come ci viene confermato sia dal documento n° 99 del Cartulaire de l'abbaye d'Uzerche (Corrèze), che dal documento n° XXXIII delle Chartes et documents pour servir à l'histoire de l'abbaye de Charroux e del marito, che, secondo il Chronicon sancti Maxentii Pictavensis, Chroniques des Eglises d'Anjou, era Ruggero, detto di Poitou, che, secondo il monaco e cronista normanno Guglielmo di Jumièges, autore della sua Historiæ Normannorum Scriptores Antiqui, era il figlio terzogenito del signore di Montgommery, visconte di Hiémois, Conte d'Alençon e Conte di Shrewsbury, Ruggero II di Montgommery e della sua prima moglie, Mabel de Bellême († dicembre 1079); anche il monaco e storico inglese, Orderico Vitale, nel suo Historia ecclesiastica, conferma che Ruggero era il figlio terzogenito di Ruggero II di Montgommery, e della sua prima moglie, Mabel de Bellême che, secondo Guglielmo di Jumièges, era figlia del Conte d'Alençon, Guglielmo Talvas di Bellême († 1030), signore di Belleme e conte d'Alençone di Hildeburga, figlia del visconte del Maine, Arnolfo.
Almodis I de La Marche, secondo il Chronicon sancti Maxentii Pictavensis, Chroniques des Eglises d'Anjou, Almodis era la sorella del Conte de La Marche, Bosone III, che, sempre secondo il Chronicon sancti Maxentii Pictavensis, Chroniques des Eglises d'Anjou, era figlio primogenito del Conte de La Marche, Adalberto II e della moglie, Ponzia, di cui non si conoscono gli ascendenti.

## Biografia
Suo padre, Ruggero, era al suo secondo matrimonio ed era signore di un vasto dominio in Inghilterra, tra Yorkshire, Lincolnshire e Anglia orientale, come risulta dall Complete Peerage XI (non consultata).
Alla morte dello zio, il Conte de La Marche, Bosone III (Boso comes de Marchia) riportata dal Chronicon sancti Maxentii Pictavensis, Chroniques des Eglises d'Anjou, nel 1091 (MXCI), precisando che fu ucciso (in battaglia) a Confolens (Confolento castro) e che, dato che non aveva eredi, gli succedette la sorella (la madre di Adalberto), Almodis (Aumodis soror sua).
Però, anche per il fatto che Almodis si trovava in Inghilterra, la contea fu governata dallo zio, Oddone I, come ci viene confermato dal documento n 93, datato 1092, del Cartulaire de l'abbaye d'Uzerche (Corrèze), in cui il conte Oddone (Oddo comes qui rater fuit Aldeberti Marchiæ comitis) fa una donazione in suffragio delle anime del padre, Bernardo, della madre, Amelia, dei nipoti, Bosone, e di due suoi fratelli, e del fratello, Adalberto II.
 Oddone morì nel 1098, e sua madre, Almodis poté  prendere possesso della contea, assieme a suo padre, Ruggero di Poitou.
Dopo la morte del re d'Inghilterra, Guglielmo il Rosso (1100), assieme a suo fratello, Roberto, suo padre, Ruggero, si schierò a favore di Roberto II il Corto, che lottava per il possesso del regno contro il fratello minore, Enrico Beauclerc, che ebbe la meglio e fu re d'Inghilterra, mentre Roberto il Corto, mantenne il ducato di Normandia. Nel 1102, in quanto partigiano di Roberto il Corto, Ruggero, assieme al fratello, Roberto II di Bellême, fu bandito dal regno d'Inghilterra, come risulta dalla nota d) di pag. 687 del Complete Peerage XI (non consultata).
Adalberto, in questo periodo, viene citato in alcuni documenti di donazioni:
- una fatta da suo fratello Oddone (Odo comes), verso il 1106, col consenso di Adalberto (consentiente fratre meo Aldeberto comite), come da documento n° 351 del Cartulaire des abbayes de Tulle et de Roc-Amadour[15]
- un'altra fatta da Adalberto (Aldebertus comes) assieme alla madre (Almodis comitissa mater Aldeberti) ed al fratello Bosone (frater Bosonis), come da documento n° 99, datato 7 aprile 1113[2]
- il documento n° XXXIII, datato 1125 circa, che fa riferimento ad una donazione, del 1117, fatta dalla madre, Almodis (Almodi comitissa Charofensi) assieme ad Adalberto e Bosone (filius eius Audeberto et Bosone)[3]

Sua madre Almodis morì verso il 1117, lasciando il titolo ad Adalberto, che resse la contea, prima assieme al padre Ruggero († verso il 1123), e poi da solo.
Non si conosce la data esatta della morte di Adalberto III; nel 1145, suo figlio, Adalberto, governava come Adalberto IV.

## Discendenza
Adalberto aveva sposato Orengarda, di cui non si conoscono gli ascendenti, e dalla quale ebbe tre figli:
- Adalberto († 1180), Conte de La Marche[17]
- Bosone († dopo il 1172)
- Marchesa († dopo il 1187), che secondo il Ex Chronico Gaufredi Vosiensis sposò il visconte di Limoges, Guido IV, figlio d'Arcibaldo IV, visconte di Comborn (Guido Vicecomes de Marquisia sorore Audeberti Comitis de Marchia)[18].

### Fonti primarie
- (LA)  Chronicon sancti Maxentii Pictavensis, Chroniques des Eglises d'Anjou.
- (LA)  Cartulaire de l'abbaye d'Uzerche (Corrèze).
- (LA)  Historia ecclesiastica, vol. II.
- (LA)  Chartes et documents pour servir à l'histoire de l'abbaye de Charroux.
- (LA)  Cartulaire des abbayes de Tulle et de Roc-Amadour.
- (LA)  Recueil des historiens des Gaules et de la France. Tome 12.
- (LA)  Historiae Normannorum scriptores antiqui, res ab illis per Galliam, Angliam.

### Letteratura storiografica
- (FR)  Alfred Richard, Les comtes de Poitou, tome I,.